# Association européenne des parents d'élèves
L’Association européenne des parents d'élèves (en anglais European Parents' Association EPA) regroupe les associations nationales de parents d'élèves d'Europe.
Elle a pour objectif de représenter les parents et de leur permettre de faire entendre leur voix dans le développement des politiques et des décisions éducatives au niveau européen.
L'EPA vise à promouvoir la participation active des parents en partenariat avec les acteurs professionnels des systèmes scolaires nationaux et régionaux et la reconnaissance de leur place centrale en tant que premier responsable de l'éducation de leurs enfants.
Elle est présente dans la plupart des pays membres de l'Union européenne et dans beaucoup d'autres États du continent grâce à des associations participantes ou à des correspondants.

## En France
Deux fédérations françaises représentatives participent à ses activités : la Fédération des parents d'élèves de l'enseignement public (PEEP) pour l'enseignement public[réf. nécessaire] et l'Association des parents d'élèves de l'enseignement libre (Apel) pour les établissements privés.